# Zuvelcați
Zuvelcați – wieś w Rumunii, w okręgu Ardżesz, w gminie Bârla. W 2011 roku liczyła 39 mieszkańców.